# St. Michael (Altshausen)

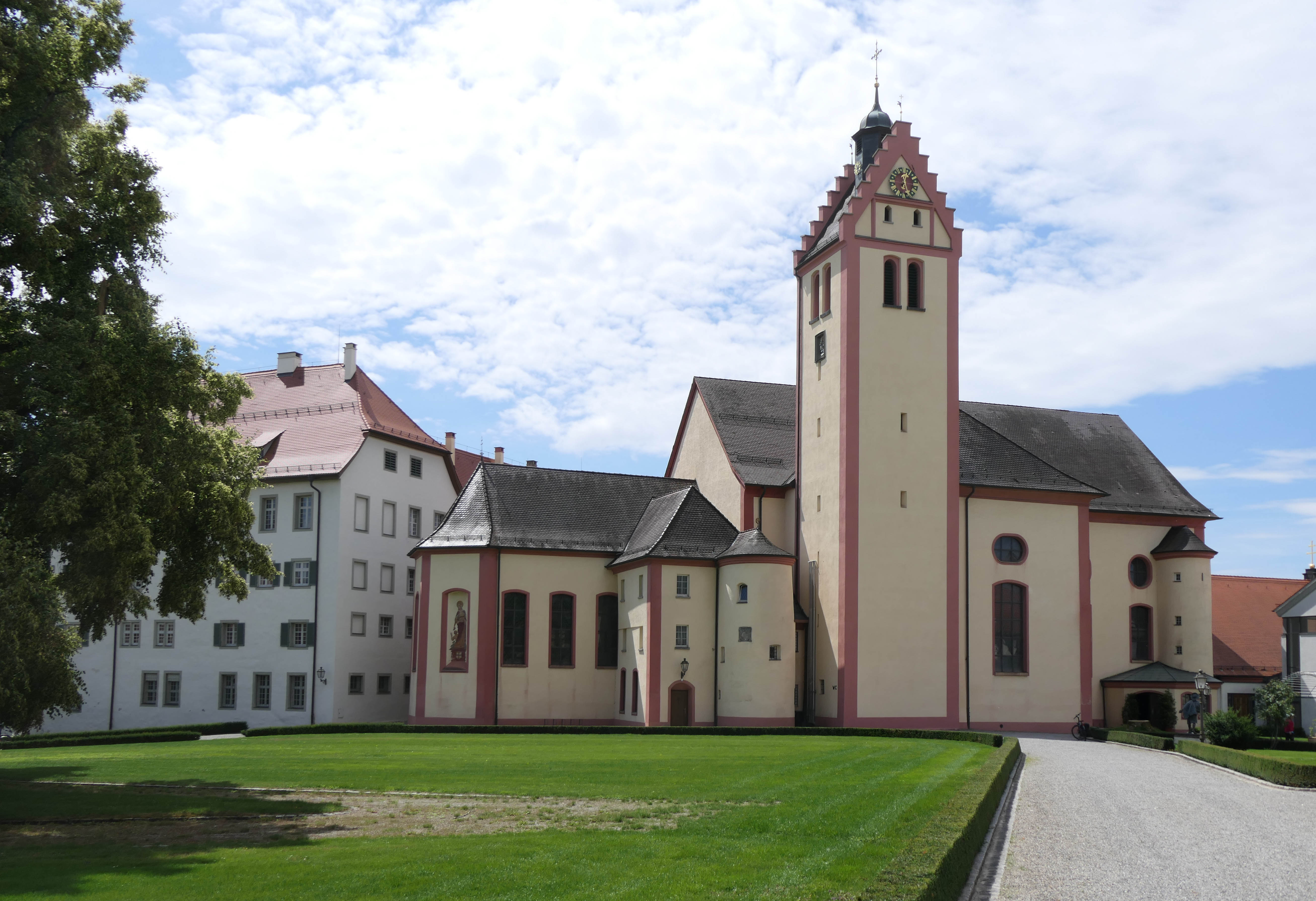
St. Michael in Altshausen

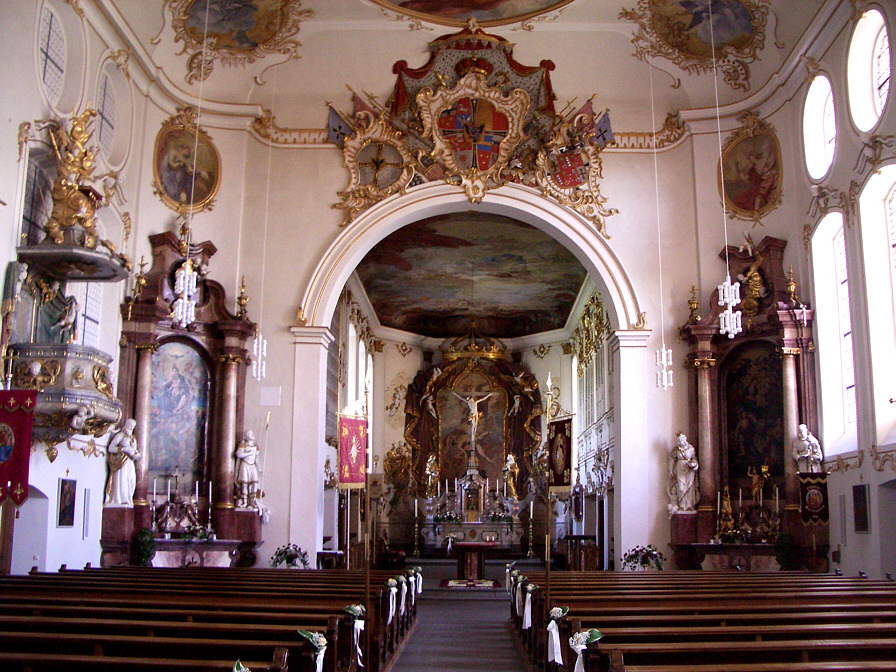
Innenansicht

Die römisch-katholische Pfarrkirche und ehemalige Schlosskirche St. Michael steht in Altshausen, einer Gemeinde im Landkreis Ravensburg in Baden-Württemberg. Die Pfarrei gehört zum Dekanat Saulgau der Diözese Rottenburg-Stuttgart. Die Kirche ist als Denkmal beim Landesamt für Denkmalpflege Baden-Württemberg eingetragen.

## Beschreibung
Die gotische Wandpfeilerkirche von 1413 wurde im Zuge des Ausbaus des Schlosses Altshausen nach einem Entwurf von Johann Caspar Bagnato 1748–1752 zu einer barocken Saalkirche umgestaltet. Sie besteht aus einem Langhaus, das mit einem Satteldach bedeckt ist, einem eingezogenen, dreiseitig geschlossenen Chor im Osten, einer Kapelle mit einer Krypta im nördlichen Querarm und einem 1481 gebauten, mit einem Satteldach mit einem Dachreiter zwischen Staffelgiebeln bedeckten Kirchturm, der sich östlich an den Querarm anschmiegt. Zwei Treppentürme an der Nordwand des Langhauses führen zu den doppelstöckigen Emporen.
Die Deckenmalereien, im Langhaus mit einer Mariä Himmelfahrt und im Chor einer Immaculata, hat 1760 Giuseppe Appiani ausgeführt. Die Orgel wurde 1977/78 von der Reiser Orgelbau als Opus 420 in den um 1759 gebauten Prospekt eines unbekannten Orgelbauers eingebaut.